# Бериндешти (Арђеш)
Бериндешти (рум. Berindești) насеље је у Румунији у округу Арђеш у општини Корбени. Oпштина се налази на надморској висини од 615 m.

## Становништво
Према подацима из 2002. године у насељу је живело 362 становника, од којих су сви румунске националности.